# Будівництво 620 і ВТТ
Будівництво 620 і ВТТ — підрозділ системи виправно-трудових установ ГУЛАГ, оперативне керування якого здійснювало спочатку Головне Управління таборів промислового будівництва (рос. ГУЛПС).
Організований між 17.03.49 і 15.04.49 (перейменований з БУДІВНИЦТВА 833 І ВТТ);

закритий 14.05.53 (перейменований в Підлісне ТВ).
Адреса: Калінінська область, м. Кімри (або с. В. Волга), п/я 1;

В. Волга, п/я БЕ-1;

п/я 1а на 12.10.49.

## Виконувані роботи
- будівництво «гідроакустичної» станції ФІАН,
- допоміжні роботи для лабораторії вимірювальних приладів АН,
- роботи по об'єкту «КМ»,
- будівництво водопроводу з р. Дубна, експериментальних майстерень, асфальтування доріг житлового селища «Гідротехнічні лабораторії» і території установки «КМ».

## Чисельність з/к
- 01.01.50 — 1537,
- 01.01.51 — 1349,
- 01.01.52 — 1520,
- 01.01.53 — 1027,
- 01.04.53 — 1205